# Strategic Air Command
Lo Strategic Air Command o nella sua forma abbreviata noto con l'acronimo di SAC, fu dal 1946 al 1992 la struttura operativa della United States Air Force incaricata della detenzione e dell'impiego dell'arsenale nucleare strategico degli USA composto da bombardieri e missili balistici intercontinentali basati a terra. Il SAC, inoltre, controllava le strutture necessarie al supporto delle proprie operazioni, le squadriglie di aerocisterne per il rifornimento dei bombardieri, quelle di ricognizione strategica, comando e controllo e, fino al 1959 dei caccia di scorta.
Costituito soprattutto su iniziativa del generale Curtis LeMay nelle fasi più critiche della Guerra fredda, il SAC, la cui centrale di comando era situata a Omaha, nello stato del Nebraska, era l'elemento fondamentale dell'arsenale nucleare statunitense di deterrenza e doveva garantire costantemente la possibilità di sferrare una devastante rappresaglia massiccia contro l'Unione Sovietica in caso di attacco agli Stati Uniti. Dalla metà degli anni cinquanta, il bombardiere strategico B-52 Stratofortress divenne il pilastro più importante della deterrenza strategica del SAC.

## Storia

### Origine e primi anni
Alla fine del 1945, dopo la conclusione della seconda guerra mondiale, la dirigenza politico-militare degli Stati Uniti aveva iniziato a pianificare la riorganizzazione dell'United States Army Air Force per distaccarla finalmente dall'Esercito e trasformarla in una forza armata totalmente autonoma; il documento del Simpson Board descriveva in dettaglio questi piani per la "...riorganizzazione dell'Esercito e delle Forze aeree...". Nel gennaio 1946 il generale Dwight D. Eisenhower e il generale Carl Andrew Spaatz concordarono sugli aspetti pratici della riorganizzazione delle forze aeree e della costituzione formale della United States Air Force che sarebbe stata costituita da una serie comandi autonomi: Air Defense Command, Tactical Air Command, Air Transport Command, Air Technical Service Command, Air Training Command e soprattutto lo Strategic Air Command.

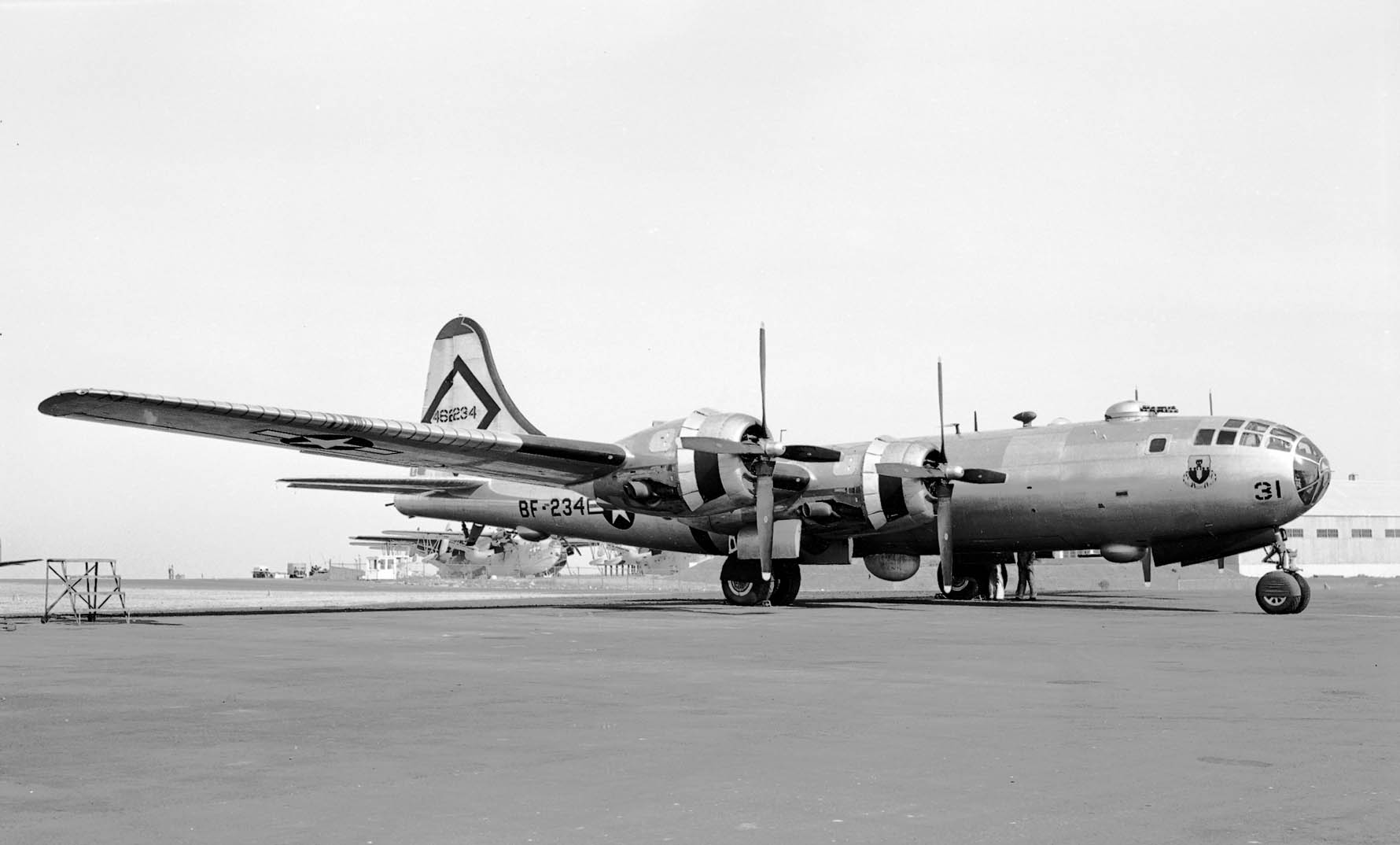
Il Boeing B-29 Superfortress, il bombardiere principale del SAC nei suoi primi anni di esistenza.

Lo Strategic Air Command fu ufficialmente costituito il 21 marzo 1946, con parte del personale e delle strutture delle Continental Air Forces, il comando risalente alla guerra incaricato della difesa aerea degli Stati Uniti continentali. Il SAC costituì il suo primo quartier generale a Bolling Field nel Distretto di Columbia ma nell'ottobre 1946 trasferì il suo posto di comando (HQ SAC) alla base aerea di Andrews Field nel Maryland. La forza iniziale del SAC fu di 37.000 militari.
La missione del SAC almeno teoricamente era di decisive importanza nel quadro dei piani di guerra studiati dai dirigenti americani; nel periodo immediatamente successivo alla fine della guerra mondiale in cui sembrava ancora possibile un accordo stabile con l'Unione Sovietica, si era discusso a lungo sull'eventualità di mettere al bando le armi atomiche di cui solo gli Stati Uniti erano in possesso e di potenziare un auspicabile "governo mondiale". L'inizio della Guerra fredda ben presto tuttavia mise in primo piano la pianificazione di una probabile guerra totale contro l'Unione Sovietica di Stalin. Il primo piano bellico, denominato Halfmoon, venne preparato dagli Stati Maggiori Riuniti nella primavera 1948; Halfmoon prevedeva che gli Stati Uniti avrebbero sferrato, dopo quindi giorni di guerra convenzionale, un "blitz atomico" con cinquanta bombe atomiche (successivamente aumentate fino a 133) che sarebbero state sganciate su 70 città sovietiche, provocando la "morte della nazione" nemica.
In realtà i primi anni di vita del SAC, nonostante le teorie e la pianificazione sulla guerra atomica, erano stati difficili e costellati di problemi organizzativi e tecnici. All'inizio il suo equipaggiamento era largamente insufficiente, disomogeneo e in parte inadeguato. L'aereo da bombardamento principale rimaneva il Boeing B-29 Superfortress dell'ultima parte della seconda guerra mondiale, ma alla fine del 1946, in seguito ai programmi di smobilitazione e riduzione delle spese militari, l'ordine di battaglia del SAC si limitava a nove gruppi di bombardieri, di cui sei equipaggiati di B-29 Superfortress. Il primo comandante del SAC, generale George Kenney aveva a disposizione inizialmente la sola Second Air Force, a cui si aggiunsero la Fifteenth Air Force e soprattutto, il 7 giugno 1946, la famosa Eighth Air Force, ma nonostante l'apparente incremento dell'ordine di battaglia, le forze del comando strategico erano ancora modeste. Nel 1946 inoltre gli Stati Uniti possedevano solo nove bombe atomiche funzionanti e appena ventisette B-29 pronti in ogni tempo a trasportarle e sganciarle in caso di guerra; inoltre la prontezza operative dei reparti era scarsa. Negli anni seguenti la situazione non migliorò: ancora nel 1948 alcune esercitazioni evidenziarono le carenze di addestramento degli equipaggi e la loro scarsa prontezza, i tempi richiesti per sferrare l'attacco atomico erano molto lunghi: almeno 35-45 giorni sarebbero stati necessari per preparare le forze. Nella primavera del 1948 un'ispezione segreta di Charles A. Lindbergh confermò la modesta efficienza del SAC.

### Gli anni di LeMay

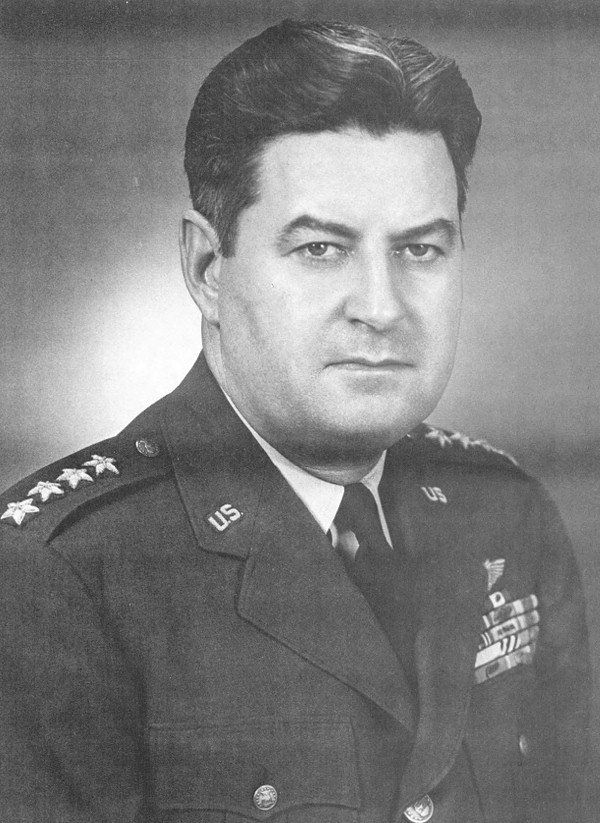
Il generale Curtis LeMay, comandante in capo del SAC dal 1948 al 1957.

Le evidenti carenze del SAC, considerato in teoria l'elemento fondamentale della pianificazione di guerra americana basata sul "blitz atomico", resero essenziale un radicale miglioramento della sua efficienza; questo compito venne affidato al generale Curtis LeMay che il 19 ottobre 1948 sostituì il generale Kenney e assunse il comando in capo. Il generale LeMay era il comandante della Eighth Air Force e durante la seconda guerra mondiale era divenuto famoso per la sua energia e aggressività, per aver ideato le tattiche del combat box e per aver condotto con brutale efficienza la guerra aerea contro il Giappone nel 1944-45. LeMay si era distinto anche dirigendo il ponte aereo di Berlino ed era considerato un esperto di armi atomiche avendo svolto funzioni di consulenza durante il progetto Manhattan e partecipato agli esperimenti di Bikini e alla pianificazione del progetto Halfmoon. Al momento del suo arrivo il SAC aveva solo 60 aerei disponibili per attacchi atomici, nessuno dei quali peraltro aveva un'effettiva capacità a lungo raggio contro l'Unione Sovietica.

Foto del centro di comando del SAC alla base aerea di Offutt, Omaha, Nebraska

L'arrivo del generale LeMay al quartier generale del SAC, che il 9 novembre 1948 venne trasferito alla base aerea di Offutt, a Omaha, Nebraska, apportò subito radicali cambiamenti; egli in primo luogo rivoluzionò la catena di comando, destituendo molti ufficiali e assegnando gli incarichi di responsabilità agli esperti comandanti che avevano partecipato alle campagne di bombardamento in Germania e Giappone. LeMay inoltre cercò con la massima energia di esaltare lo spirito di corpo e l'orgoglio degli uomini del SAC con un sistema di riconoscimenti e punizioni collettive duro ma corretto. Il generale favorì la massima standardizzazione e metodicità delle procedure e delle tecniche di guerra; introdusse programmi di addestramento continui ed estenuanti per migliorare l'efficienza e stimolare nei suoi uomini al massimo livello il senso di allarme e di pericolo di fronte alle possibili emergenze nazionali che il SAC sarebbe stato chiamato a fronteggiare. Il generale LeMay era deciso ed ambizioso: egli riteneva essenziale centralizzare la catena di comando e il controllo sulle armi atomiche per garantire una risposta rapida e micidiale ad un possibile attacco sovietico. Il comandante del SAC avrebbe voluto disporre del pieno controllo dell'intero arsenale atomico americano che, secondo i suoi piani, avrebbe dovuto essere messo totalmente a disposizione del SAC e funzionare come "un singolo strumento...diretto e controllato da una singola fonte". Questi piani si scontravano con l'ostilità delle altre forze armate americane che vedevano con irritazione il crescente potere e la grande influenza di LeMay e degli ufficiali dello Strategic Air Command.

### Allerta a terra e allerta in volo

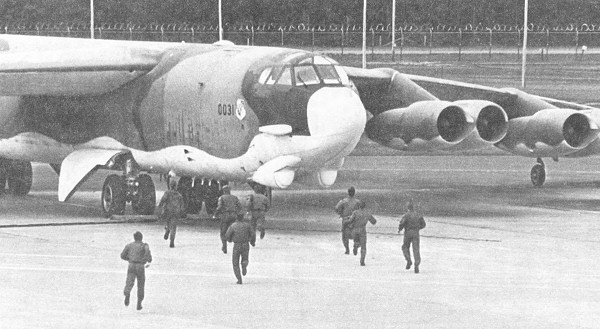
L'equipaggio di un bombardiere B-52 del SAC corre verso l'aereo per un decollo rapido (Minimum Interval Takeoff) durante un servizio di allerta a terra.

Il SAC diede sempre enorme importanza alla capacità di essere in grado di reagire il più rapidamente possibile ad un attacco nucleare nemico, mantenendo sempre la possibilità di sferrare una rappresaglia atomica devastante. Nel periodo più drammatico della Guerra fredda la minaccia maggiore venne ritenuto un possibile attacco nucleare di sorpresa sovietico; il generale LeMay nel 1956 iniziò quindi ad attivare il sistema della cosiddetta Allerta a terra (Ground alert) che prevedeva che almeno un terzo dei bombardieri B-52 fossero tenuti pronti negli aeroporti a decollare entro 15-30 minuti con armi nucleari sempre armate e attive. Questo programma venne ulteriormente potenziato negli anni fino ad includere circa la metà dei bombardieri del SAC.
Ben presto il comando del SAC, guidato dal 1957 dall'aggressivo generale Thomas S. Power, propose un passo ulteriore proponendo la cosiddetta Allerta in volo (Airborne alert) che, dopo alcuni programmi sperimentali e molte polemiche, venne infine attivato nel 1960 con la denominazione in codice di operazione Chrome Dome. Questo programma prevedeva che almeno dodici bombardieri strategici Boeing B-52 Stratofortress fossero sempre in volo contemporaneamente, tutti i giorni dell'anno per ventiquattro ore al giorno, armati ciascuno con quattro bombe termonucleari. Questi bombardieri percorrevano rotte precedentemente accuratamente stabilite in modo che almeno un B-52 si trovasse sempre a due ore di volo dagli obiettivi in Unione Sovietica. Nel periodo culminante della crisi dei missili di Cuba, il SAC si impegnò in un impressionante sforzo di mobilitazione, rafforzando lo schieramento del programma di allerta in volo Chrome Dome fino a tenere in aria sulle rotte d'attacco fino a 65 bombardieri B-52 contemporaneamente per 24 ore al giorno.
Il programma Chrome Dome, che viene in parte descritto satiricamente nel film di Stanley Kubrick Il dottor Stranamore - Ovvero: come ho imparato a non preoccuparmi e ad amare la bomba, continuò fino al gennaio 1968 quando venne interrotto in seguito soprattutto ai rischiosi incidenti di Goldsboro, Palomares e Thule in cui si temettero possibili esplosioni nucleari catastrofiche.

### Scioglimento del SAC
Nel 1992, a seguito dell'esaurirsi della Guerra fredda e della dissoluzione dell'Unione Sovietica, lo Strategic Air Command fu disattivato e il suo personale ed equipaggiamento venne ridistribuito tra gli altri comandi ancora operativi dell'USAF. Il centro di comando a Omaha in Nebraska venne trasformato contemporaneamente in quartier generale del nuovo comando strategico interforze, lo United States Strategic Command (USSTRATCOM), che in parte ha assunto il ruolo del SAC, prendendo la direzione delle forze di deterrenza nucleare dell'USAF e della United States Navy.

## Elenco dei comandanti in capo del SAC
|     | Nome                          | Immagine | Inizio incarico | Fine incarico    | Anno di nascita-morte |
| --- | ----------------------------- | -------- | --------------- | ---------------- | --------------------- |
| 1.  | Generale George Kenney        |          | 21 marzo 1946   | 15 ottobre 1948  | (1889–1977)           |
| 2.  | Generale Curtis LeMay         |          | 19 ottobre 1948 | 30 giugno 1957   | (1906–1993)           |
| 3.  | Generale Thomas S. Power      |          | 1 luglio 1957   | 30 novembre 1964 | (1905–1970)           |
| 4.  | Generale John Dale Ryan       |          | 1 dicembre 1964 | 31 gennaio 1967  | (1915–1983)           |
| 5.  | Generale Joseph J. Nazzaro    |          | 1 febbraio 1967 | 31 luglio 1968   | (1913–1990)           |
| 6.  | Generale Bruce K. Holloway    |          | 1 agosto 1968   | 30 aprile 1972   | (1912–1999)           |
| 7.  | Generale John C. Meyer        |          | 1 maggio 1972   | 31 luglio 1974   | (1919–1975)           |
| 8.  | Generale Russell E. Dougherty |          | 1 agosto 1974   | 31 luglio 1977   | (1920–2007)           |
| 9.  | Generale Richard H. Ellis     |          | 1 agosto 1977   | 31 luglio 1981   | (1919–1989)           |
| 10. | Generale Bennie L. Davis      |          | 1 agosto 1981   | 31 luglio 1985   | (1928–2012)           |
| 11. | Generale Larry D. Welch       |          | 1 agosto 1985   | 22 giugno 1986   | (1934-)               |
| 12. | Generale John T. Chain, Jr.   |          | 22 giugno 1986  | 24 gennaio 1991  | (1934-)               |
| 13. | Generale George Lee Butler    |          | 25 gennaio 1991 | 1 giugno 1992    | (1939-)               |

## Aerei

### Aerei - missione primaria
- Boeing B-52 Stratofortress dal 1955 ad oggi.
- Rockwell B-1 Lancer dal 1986 ad oggi.
- Boeing B-29 Superfortress dal 1946 al 1953.
- Convair B-36 Peacemaker dal 1948 al 1958.
- Boeing B-17 Flying Fortress (RB-17G) dal 1946 al 1951.
- Douglas B-26 Invader (RB-26) dal 1949 al 1950
- North American B-45 Tornado dal 1950 al 1953.
- Boeing B-47 Stratojet 1951 al 1965.
- Boeing B-50 Superfortress dal 1948 al 1954.
- Martin B-57 Canberra dal 1956 al 1962.
- Convair B-58 Hustler dal 1960 al 1969.
- Fairchild C-119 Flying Boxcar dal 1956 al 1973.
- Lockheed DC-130 Hercules dal 1966 al 1976.
- Boeing E-4 Nightwatch dal 1975 ad oggi.
- Boeing EC-135 Looking Glass dal 1963 (vairant of) ad oggi.
- Beechcraft F-2 Expeditor (F=Fotorecon) (C-45)
- F-6 Mustang (F=Fotorecon) (P-51)
- F-9 Flying Fortress (F=Fotorecon) (B-17F/G)
- F-13 Superfortress, (F=Fotorecon), (B-29A)
- F-47 Thunderbolt (P-47) dal 1946 al 1947.
- F-51 Mustang (P-51) dal 1946 al 1949.
- North American F-82 Twin Mustang dal 1947 al 1950.
- Lockheed P-80 Shooting Star dal 1946 al 1948.
- Republic F-84 Thunderjet 1948 al 1957.
- North American F-86 Sabre 1949 al 1950.
- Convair F-102 Delta Dagger 1960
- General Dynamics F-111 "Aardvark" dal 1969 al 1990.
- Sikorsky H-3 Sea King
- McDonnell Douglas KC-10 Extender dal 1981 ad oggi.
- KB-29 dal 1949 al 1956.
- KC-97 Stratotanker SAC dal 1951 al 1964. ANG dal 1973 al 1977.
- Boeing KC-135 Stratotanker SAC dal 1957 al 1991. ANG/Reserves dal 1975 al 1991.
- Beecraft RC-45 Expeditor
- RC-135 Rivet Joint
- Lockheed SR-71 "Blackbird" dal 1966 al 1991.
- Lockheed U-2 Dragon Lady dal 1962 al 1991.
- TR-1 Dragon Lady dal 1989 al 1991.
- Beechcraft UC-45 Expeditor

### Aerei - supporto
- Beechcraft AT-11 Kansan
- Douglas B-26 Invader dal 1949 al 1950.
- Beechcraft C-45 Expeditor dal 1946 al 1951.
- C-47 Skytrain dal 1946 al 1947.
- Douglas C-54 Skymaster dal 1946 al 1975.
- Fairchild C-82 Packet dal 1946 al 1947.
- Boeing C-97 Stratofreighter dal 1949 al 1978.
- Douglas C-118 Liftmaster dal 1957 al 1975.
- Douglas C-124 Globemaster II dal 1959 al 1962.
- Convair C-131 Samaritan
- Boeing C-135 Stratolifter
- Piper L-4 dal 1949 al 1950.
- Stinson L-5 Sentinel dal 1949 al 1950.
- Stinson L-13 dal 1949 al 1950.
- Consolidated PBY Catalina (OA-10 Catalina) dal 1946 al 1947.
- Northrop T-38 Talon dal 1981 al 1991.

### Missili

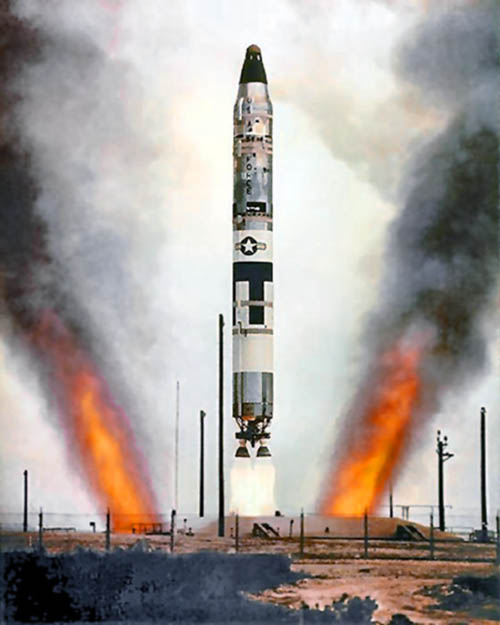
Lancio da silos di un missile Titan II

Questa è la lista dei missili dispiegati sul campo dallo Strategic Air Command.
- ADM-20 Quail
- AGM-28 Hound Dog
- AGM-69 SRAM
- AGM-84 Harpoon
- AGM-86 Air Launched Cruise Missile
- HGM-16 Atlas
- LGM-25 Titan II
- LGM-30F Minuteman II
- LGM-30G Minuteman III
- LGM-118A Peacekeeper
- SM-62 Snark
- PGM-17A Thor
- PGM-19A Jupiter